# Diari de la Pau
El Diari de la Pau va ser un setmanari que va néixer l'any 2003 en mans de l'associació Fora de Quadre. Va comptar amb la col·laboració d'escriptors, periodistes i pensadors, com Salvador Panniker, Salah Jamal, Arcadi Olivares, Maruja Torres o Josep Pernau. La idea de la creació del diari va sorgir per donar resposta a la situació prebèl·lica que es vivia a l'Iraq. A més, el diari també va comptar amb la col·laboració de diverses entitats i amb l'ajut econòmic del Fons català de cooperació al desenvolupament.
El Diari de la Pau ja s'havia publicat entre els anys 1991 i 1992 durant la guerra del Golf, però aleshores s'anomenava La Pau. De fet, la primera edició del Diari de la Pau (31 de gener de 2003) va recuperar una publicació que tractava aquest conflicte bèl·lic.

## Objectius
El Diari tenia quatre objectius principals: donar una resposta alternativa per a difondre totes aquelles informacions que quedaven més censurades en els mitjans de comunicació habituals; recordar contínuament els altres conflictes que es vivien al món i que, durant la guerra de l'Iraq, havien quedat oblidats i arraconats; denunciar altres tipus de violència més properes; i finalment impulsar les campanyes i iniciatives ciutadanes contra la guerra, així com donar elements per treballar la cultura de la pau en àmbits com les escoles o les associacions.

## Període d'activitat
Des del 31 de gener de 2003 es va publicar setmanalment de manera ininterrompuda fins al 2 de maig de 2003. A partir d'aleshores van sorgir dues publicacions més, una el 15 de febrer de 2004 i l'altre el 15 de febrer de 2005. A partir d'aquell moment el diari es va deixar de produir.

## Premis
- Primer premi de Premsa als Mitjans de Comunicació, 2003[3]
- Premi a l'Associació més innovadora, 2003[3]

## Edicions especials
- Diari de la Pau núm. 14 (15 de febrer de 2004). En motiu del primer aniversari de l'inici de la guerra d'Iraq
- Diari de la Pau núm. 15 (15 de febrer de 2005). En motiu del referèndum sobre la constitució europea a Espanya[3]